# Lian
Lian è una municipalità di terza classe delle Filippine, situata nella Provincia di Batangas, nella Regione del Calabarzon.
Lian è formata da 19 baranggay:
- Bagong Pook
- Balibago
- Barangay 1 (Pob.)
- Barangay 2 (Pob.)
- Barangay 3 (Pob.)
- Barangay 4 (Pob.)
- Barangay 5 (Pob.)
- Binubusan
- Bungahan
- Cumba
- Humayingan
- Kapito
- Lumaniag
- Luyahan
- Malaruhatan
- Matabungkay
- Prenza
- Puting-Kahoy
- San Diego